# Хыльмигъяха
Хыльмигъяха (устар. Хыльмиг-Яха) — река в Пуровском районе Ямало-Ненецкого АО России. Устье реки находится в 383 км по левому берегу реки Пур. Длина реки — 132 км, площадь водосборного бассейна — 940 км².
Течёт на северо-восток, впадает в Пур через 6 км после его образования. По берегам множество болот и мелких озёр.

## Притоки
- 50 км: Юйяха (лв)
- Тутысьяха (пр)
- 78 км: Пуколантор (лв)
- 78 км: Вентатаяха (пр)
- 86 км: Диксоншор (лв)
- 89 км: Янгъяха (лв)
- Сетейяха (пр)
- 105 км: Порнэяха (лв)
- 106 км: Коркасяяха (лв)
- Хыльмигъяхатарка (лв)

## Данные водного реестра
По данным государственного водного реестра России относится к Нижнеобскому бассейновому округу, водохозяйственный участок реки — Пур, речной подбассейн реки — подбассейн отсутствует. Речной бассейн реки — Пур.
Код объекта в государственном водном реестре — 15040000112115300058852.